# Balochistan

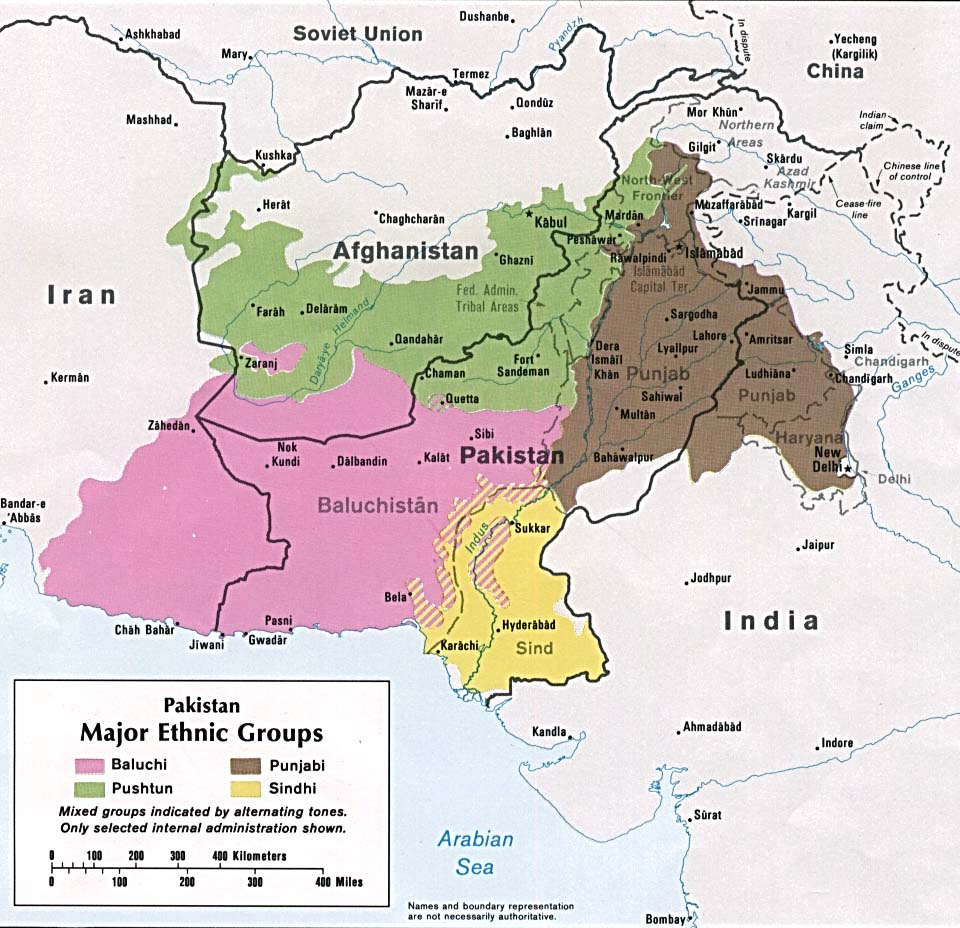
Các dân tộc chính tại Pakistan và các khu vực xung quanh vào năm 1980, trong đó người Baloch được thể hiện bằng màu hồng

Balochistan (tiếng Balochi: بلوچستان) hay Baluchistan nghĩa là Vùng đất của người Baloch, là một khu vực khô cằn và đồi núi tại sơn nguyên Iran tại vùng Tây Nam Á; khu vực này bao gồm các phần phía đông nam của Iran, phía tây của Pakistan, và phía tây nam của Afghanistan. Khu vực đặt tên theo các bộ lạc Baloch sinh sống tại đây. Tát cả những người dân bản địa trong khu vực đều được coi là người Baloch thậm chí ngay cả khi họ không nói tiếng Baloch; tiếng Pashtun, tiếng Ba Tư, và tiếng Brahui là các ngôn ngữ được nói trong khu vực. Phần phía nam của Balochistan được gọi là Makran.
Cảnh quan của Balochistan gồm các vùng đất cằn cỗi, núi non hiểm trở và phì nhiêu song lại khô hạn. Hầu hết đất đai là căn cỗi, đặc biệt là tại phần thuộc Iran và Afghanistan, và thường có dân cư thưa thớt. Ở phía nam Makran nằm trên sa mạc mà Alexandros Đại đế đã rất khó khăn khi vượt qua.
Nông nghiệp trong khu vực dựa vào việc trồng các loại ngũ cốc bản địa vào mùa mưa. Việc trồng trọt thường được tiến hành tại các vùng đất phù sa, dọc theo dòng chảy của các con sông, và tại các khu vực màu mỡ có các hệ thống thủy lợi như qanat (các lỗ khoan xuống dưới lòng đất để giữ nước) và gabarband (các gò đá và đất thấp và lần lượt được thấm nước từ các cơn mưa và nước chảy từ các vùng đồi xung quanh). Ở miền nam Makran và các vùng ốc đảo (phía nam của vùng đồi Chagai) người ta cũng trồng cây chà là. Các vườn cây ăn quả cũng là điển hình ở miền nam Balochistan, đặc biệt là Jhalawan và Sarawan.